# Canthidium monoceros
Canthidium monoceros là một loài bọ cánh cứng trong họ Bọ hung (Scarabaeidae).